# Élections législatives de 2017 dans les Bouches-du-Rhône
Les élections législatives françaises de 2017 se déroulent les 11 et 18 juin 2017. Dans le département des Bouches-du-Rhône, seize députés sont à élire dans le cadre de seize circonscriptions.

## Sortants et élus
| Circonscription                                 | Député sortant          | Parti  | Parti    | Groupe | Député élu ou réélu     | Parti | Parti | Groupe |
| ----------------------------------------------- | ----------------------- | ------ | -------- | ------ | ----------------------- | ----- | ----- | ------ |
| 1re                                             | Valérie Boyer           |        | LR       | LR     | Valérie Boyer           |       | LR    | LR     |
| 2e                                              | Dominique Tian          |        | LR       | LR     | Claire Pitollat         |       | LREM  | LREM   |
| 3e                                              | Vacant                  | Vacant | Vacant   | Vacant | Alexandra Louis         |       | LREM  | LREM   |
| 4e                                              | Patrick Mennucci        |        | PS       | SER    | Jean-Luc Mélenchon      |       | FI    | LFI    |
| 5e                                              | Marie-Arlette Carlotti* |        | PS       | SER    | Cathy Racon-Bouzon      |       | LREM  | LREM   |
| 6e                                              | Guy Teissier            |        | LR       | LR     | Guy Teissier            |       | LR    | LR     |
| 7e                                              | Henri Jibrayel          |        | PS       | SER    | Saïd Ahamada            |       | LREM  | LREM   |
| 8e                                              | Jean-Pierre Maggi*      |        | PRG      | RRDP   | Jean-Marc Zulesi        |       | LREM  | LREM   |
| 9e                                              | Bernard Deflesselles    |        | LR       | LR     | Bernard Deflesselles    |       | LR    | LR     |
| 10e                                             | François-Michel Lambert |        | UDE      | SER    | François-Michel Lambert |       | LREM  | LREM   |
| 11e                                             | Christian Kert          |        | LR       | LR     | Mohamed Laqhila         |       | MoDem | MoDem  |
| 12e                                             | Vincent Burroni*        |        | PS       | SER    | Éric Diard              |       | LR    | LR     |
| 13e                                             | Gaby Charroux*          |        | FG (PCF) | GDR    | Pierre Dharréville      |       | PCF   | GDR    |
| 14e                                             | Jean-David Ciot         |        | PS       | SER    | Anne-Laurence Petel     |       | LREM  | LREM   |
| 15e                                             | Bernard Reynès          |        | LR       | LR     | Bernard Reynès          |       | LR    | LR     |
| 16e                                             | Michel Vauzelle*        |        | PS       | SER    | Monica Michel           |       | LREM  | LREM   |
| * député sortant ne se représentant pas en 2017 |                         |        |          |        |                         |       |       |        |

## Contexte
Comme lors des précédents scrutins législatifs, en 2012 les Bouches-du-Rhône avaient suivi la tendance nationale en élisant une majorité de députés de gauche : huit socialistes, un communiste et un écologiste contre six députés UMP.
Depuis, la gauche locale, divisée notamment par l'affaire Guérini, enchaîne les défaites lors des élections locales, en restant minoritaire dans la majorité des communes à la suite des élections municipales de 2014 et perdant les régionales ainsi que, pour la première fois depuis plus de cinquante ans, les départementales en 2015. 
Plusieurs députés changent d'étiquette lors de la législature : Jean-Pierre Maggi, devenu député PS de la 8e circonscription en 2012 à la suite du décès d'Olivier Ferrand, rejoint le PRG en 2015 alors que François-Michel Lambert, élu dans la 10e circonscription sous l'étiquette EELV, quitté le parti pour l'UDE. Par ailleurs, Sylvie Andrieux, élue dans la 7e circonscription malgré le retrait de son investiture par le PS à la suite de sa mise en examen, démissionne de son mandat en 2016 à la suite de sa condamnation à une peine d'inéligibilité et de prison pour détournement de fonds public.
Lors du premier tour de l'élection présidentielle, Marine Le Pen arrive largement en tête dans le département avec 27,28 % des voix devant Jean-Luc Mélenchon (22,02 %), François Fillon (19,76 %) et Emmanuel Macron (19,37 %).
Jean-Luc Mélenchon, candidat à l'élection présidentielle de 2017, annonce sa candidature à Marseille, un « parachutage », dans une ville où il recueille le plus de voix lors du premier tour de la présidentielle, dans la 4e circonscription face au député PS sortant Patrick Mennucci. Candidat précédemment investi par la France insoumise dans cette circonscription, Gérard Souchet regrette qu'il ne s'attaque pas à une zone de force de l'extrême-droite : « Je pensais qu’il se présenterait dans la 3e où il y a un vrai défi avec le Front national. Mais son équipe est traumatisée par l’échec de 2012 à Hénin-Beaumont »
.

### Résultats départementaux de 2012

Couleur politique des députés élus en 2012 :
Front de gauche
Parti socialiste
Europe Écologie Les Verts
Union pour un mouvement populaire

| Parti          | Parti                                       | Premier tour | Premier tour | Second tour | Second tour | Sièges |
| Parti          | Parti                                       | Voix         | %            | Voix        | %           | Sièges |
| -------------- | ------------------------------------------- | ------------ | ------------ | ----------- | ----------- | ------ |
|                | Parti socialiste                            | 169 748      | 22,65        | 251 350     | 35,16       | 8      |
|                | Europe Écologie Les Verts                   | 56 325       | 7,52         | 39 761      | 5,56        | 1      |
|                | Divers gauche dont MRC                      | 27 093       | 3,62         |             |             | 0      |
|                | Parti radical de gauche                     | 583          | 0,08         | 0           |             |        |
|                | Majorité présidentielle                     | 253 749      | 33,87        | 291 111     | 40,72       | 9      |
|                |                                             |              |              |             |             |        |
|                | Union pour un mouvement populaire           | 210 481      | 28,09        | 240 797     | 33,68       | 6      |
|                | Divers droite dont MPF, PCD                 | 15 515       | 1,54         |             |             | 0      |
|                | Nouveau centre                              | 3 528        | 0,47         | 0           |             |        |
|                | Alliance centriste                          | 259          | 0,03         | 0           |             |        |
|                | Droite parlementaire                        | 229 783      | 30,66        | 240 797     | 33,68       | 6      |
|                |                                             |              |              |             |             |        |
|                | Front national                              | 165 410      | 22,07        | 153 106     | 21,42       | 0      |
|                | Front de gauche                             | 72 266       | 9,64         | 29 919      | 4,18        | 1      |
|                | Divers écologiste dont LT-LNÉ, AÉI et Cap21 | 8 571        | 1,14         |             |             | 0      |
|                | Mouvement démocrate                         | 7 586        | 1,01         | 0           |             |        |
|                | Extrême gauche dont LO, NPA, POI            | 5 132        | 0,68         | 0           |             |        |
|                | Divers                                      | 3 691        | 0,49         | 0           |             |        |
|                | Debout la République                        | 3 684        | 0,49         | 0           |             |        |
|                | Extrême droite dont MNR                     | 3 363        | 0,45         | 0           |             |        |
|                | Régionaliste                                | 134          | 0,02         | 0           |             |        |
|                |                                             |              |              |             |             |        |
| Inscrits       | Inscrits                                    | 1 316 388    | 100,00       | 1 316 144   | 100,00      | 16     |
| Abstentions    | Abstentions                                 | 557 658      | 42,36        | 575 240     | 43,71       |        |
| Votants        | Votants                                     | 758 730      | 57,64        | 740 904     | 56,29       |        |
| Blancs et nuls | Blancs et nuls                              | 9 361        | 1,23         | 25 971      | 3,51        |        |
| Exprimés       | Exprimés                                    | 749 369      | 98,77        | 714 933     | 96,49       |        |

### Résultats de l'élection présidentielle de 2017 par circonscription

Candidat en tête au premier tour :
Jean-Luc Mélenchon
Emmanuel Macron
François Fillon
Marine Le Pen

Candidat en tête au second tour :
Emmanuel Macron
Marine Le Pen

| Circonscription | 1er tour | 1er tour | 1er tour | 1er tour  |         | 2e tour, | 2e tour, |
| Circonscription | Macron   | Le Pen   | Fillon   | Mélenchon | Macron  | Le Pen   |          |
| --------------- | -------- | -------- | -------- | --------- | ------- | -------- | -------- |
| Circonscription |          |          |          |           |         |          |          |
| 1re             | 18,93 %  | 29,63 %  | 21,29 %  | 19,45 %   | 55,45 % | 44,55 %  |          |
| 2e              | 23,65 %  | 17,65 %  | 32,41 %  | 15,98 %   | 70,03 % | 29,97 %  |          |
| 3e              | 18,24 %  | 31,01 %  | 15,96 %  | 24,36 %   | 56,44 % | 43,56 %  |          |
| 4e              | 21,81 %  | 14,36 %  | 10,84 %  | 39,09 %   | 78,65 % | 21,35 %  |          |
| 5e              | 22,08 %  | 19,60 %  | 20,21 %  | 25,07 %   | 68,75 % | 31,25 %  |          |
| 6e              | 20,61 %  | 25,80 %  | 23,02 %  | 19,89 %   | 60,60 % | 39,40 %  |          |
| 7e              | 16,97 %  | 26,08 %  | 7,69 %   | 38,63 %   | 64,92 % | 35,08 %  |          |
| 8e              | 19,12 %  | 29,90 %  | 19,72 %  | 18,62 %   | 53,28 % | 46,72 %  |          |
| 9e              | 17,90 %  | 28,03 %  | 22,12 %  | 20,88 %   | 54,49 % | 45,51 %  |          |
| 10e             | 19,18 %  | 30,96 %  | 19,32 %  | 19,21 %   | 52,67 % | 47,33 %  |          |
| 11e             | 22,74 %  | 23,00 %  | 24,36 %  | 18,79 %   | 63,21 % | 36,79 %  |          |
| 12e             | 16,10 %  | 37,29 %  | 16,59 %  | 19,12 %   | 45,48 % | 54,52 %  |          |
| 13e             | 14,74 %  | 32,12 %  | 11,72 %  | 29,88 %   | 49,19 % | 50,81 %  |          |
| 14e             | 24,76 %  | 18,99 %  | 24,51 %  | 19,60 %   | 67,89 % | 32,11 %  |          |
| 15e             | 17,94 %  | 30,42 %  | 22,36 %  | 17,00 %   | 51,55 % | 48,45 %  |          |
| 16e             | 16,35 %  | 32,52 %  | 16,13 %  | 22,71 %   | 50,70 % | 49,30 %  |          |

### Sondages  par circonscription
| Sondeur | Circonscription      | Date      | Échantillon | Intentions de vote pour les principaux candidats |
| ------- | -------------------- | --------- | ----------- | --- |
| Ifop    | 4e Bouches-du- Rhône | 17-18 mai | 602         | Jean-Luc Mélenchon (FI) 38 \| Corinne Versini (REM) 24 \| Patrick Mennucci (PS-EELV) 13 \| Jeanne Marti (FN) 12 \| Solange Biaggi (LR-UDI) 10 \| Autres 3 |
| Ifop    | 4e Bouches-du- Rhône | 17-18 mai | 602         | Jean-Luc Mélenchon (FI) 53 \| Corinne Versini (REM) 47 |
| Ifop    | 4e Bouches-du- Rhône | 17-18 mai | 602         | Jean-Luc Mélenchon (FI) 61 \| Patrick Mennucci (PS) 39 |
| Harris  | 4e Bouches-du- Rhône | 17-18 mai | 616         | Jean-Luc Mélenchon (FI) 35 \| Corinne Versini (REM) 26 \| Patrick Mennucci (PS-EELV) 13 \| Jeanne Marti (FN) 12 \| Solange Biaggi (LR-UDI) 9 \| Autres 4  |
| Harris  | 4e Bouches-du- Rhône | 17-18 mai | 616         | Jean-Luc Mélenchon (FI) 56 \| Corinne Versini (REM) 44 |

### Partis présent par circonscription
| Parti                                     | Parti              | 1re | 2e | 3e | 4e | 5e | 6e | 7e | 8e | 9e | 10e | 11e | 12e | 13e | 14e | 15e | 16e | Total |
| ----------------------------------------- | ------------------ | --- | -- | -- | -- | -- | -- | -- | -- | -- | --- | --- | --- | --- | --- | --- | --- | ----- |
|                                           | LO                 | X   | X  | X  | X  | X  | X  | X  | X  | X  | X   | X   | X   | X   | X   | X   | X   | 16    |
|                                           | FI                 | X   | X  | X  | X  | X  | X  | X  | X  | X  | X   | X   | X   |     | X   | X   | X   | 15    |
|                                           | PCF                | X   | X  |    |    | X  | X  | X  | X  |    | X   | X   | X   | X   | X   | X   |     | 12    |
|                                           | M100%              | X   | X  | X  | X  | X  | X  | X  | X  | X  | X   | X   | X   | X   | X   | X   | X   | 16    |
|                                           | CHAP               | X   | X  | X  | X  | X  | X  | X  | X  | X  | X   | X   | X   | X   | X   | X   | X   | 16    |
|                                           | PA                 | X   |    |    | X  |    |    |    | X  | X  |     | X   |     | X   | X   |     | X   | 8     |
|                                           | UDE                | X   |    |    |    |    |    |    |    |    | X   |     |     |     |     |     |     | 2     |
|                                           | EELV               | X   | X  | X  |    |    | X  | X  | X  |    | X   | X   | X   | X   |     | X   |     | 11    |
|                                           | PS                 | X   | X  | X  | X  | X  | X  | X  |    | X  |     | X   | X   |     | X   |     | X   | 12    |
|                                           | PRG                | X   |    |    |    | X  |    |    |    |    |     |     |     |     |     |     |     | 2     |
|                                           | GE                 | X   |    |    |    |    |    |    |    |    |     |     |     |     |     |     |     | 1     |
|                                           | ND                 |     |    | X  | X  |    |    |    |    |    | X   |     |     |     |     |     |     | 3     |
|                                           | MdP                | X   |    |    | X  | X  | X  |    |    |    |     |     |     |     |     |     |     | 4     |
|                                           | LREM               | X   | X  |    | X  | X  | X  | X  | X  | X  |     | X   | X   | X   | X   | X   | X   | 14    |
|                                           | MoDem              |     |    |    | X  |    | X  |    |    |    |     |     |     |     |     |     |     | 2     |
|                                           | AR                 |     |    |    |    | X  |    |    |    |    |     |     |     |     |     |     |     | 1     |
|                                           | UDI*               |     |    |    |    | X  |    |    |    |    |     |     |     |     |     |     |     | 1     |
|                                           | LR - UDI           | X   | X  | X  | X  | X  | X  | X  | X  | X  | X   | X   | X   | X   | X   | X   | X   | 16    |
|                                           | LR*                |     |    |    |    |    |    |    |    |    | X   |     |     |     |     |     |     | 1     |
|                                           | DLF                | X   | X  | X  | X  | X  | X  | X  | X  | X  |     | X   | X   | X   | X   | X   | X   | 15    |
|                                           | UPR                | X   | X  | X  | X  | X  | X  | X  | X  | X  | X   | X   | X   | X   | X   | X   | X   | 16    |
|                                           | FN                 | X   | X  | X  | X  | X  | X  | X  | X  | X  |     | X   | X   | X   | X   | X   | X   | 15    |
|                                           | FN*                |     | X  |    |    |    |    |    |    |    |     |     |     |     |     |     |     | 1     |
|                                           | Civitas            |     |    |    |    |    |    | X  |    |    |     |     | X   |     |     |     |     | 2     |
|                                           | CJ - PDF - Civitas |     |    |    |    |    |    |    |    |    |     |     | X   |     |     |     |     | 1     |
|                                           | #MV                |     |    |    |    |    | X  |    |    |    |     |     |     |     | X   |     |     | 2     |
|                                           | AE                 |     |    |    | X  |    |    |    |    |    |     |     |     |     |     |     |     | 1     |
|                                           | SE                 |     |    | X  |    |    |    |    |    |    | X X |     |     |     |     |     | X   | 4     |
| * candidat dissident au sein de son parti |                    |     |    |    |    |    |    |    |    |    |     |     |     |     |     |     |     |       |

## Résultats

### Résultats à l'échelle du département

Couleur politique des candidats arrivés en tête et qualifiés pour le second tour

Couleur politique des députés élus au second tour.

|                                                      |                                      |                           |                           |                          |                          |
|                                                      |                                      | Premier tour 11 juin 2017 | Premier tour 11 juin 2017 | Second tour 18 juin 2017 | Second tour 18 juin 2017 |
|                                                      |                                      |                           |                           |                          |                          |
|                                                      |                                      | Nombre                    | % des inscrits            | Nombre                   | % des inscrits           |
| Inscrits                                             | Inscrits                             | 1 370 875                 | 100,00                    | 1 370 795                | 100,00                   |
| Abstentions                                          | Abstentions                          | 738 326                   | 53,86                     | 828 621                  | 60,45                    |
| Votants                                              | Votants                              | 632 549                   | 46,14                     | 542 174                  | 39,55                    |
|                                                      |                                      |                           | % des votants             |                          | % des votants            |
| Bulletins blancs                                     | Bulletins blancs                     | 8 912                     | 1,41                      | 34 699                   | 6,40                     |
| Bulletins nuls                                       | Bulletins nuls                       | 3 479                     | 0,55                      | 14 957                   | 2,76                     |
| Suffrages exprimés                                   | Suffrages exprimés                   | 620 158                   | 98,04                     | 492 518                  | 90,84                    |
|                                                      |                                      |                           |                           |                          |                          |
| Étiquette politique                                  | Étiquette politique                  | Voix                      | % des exprimés            | Voix                     | % des exprimés           |
|                                                      |                                      |                           |                           |                          |                          |
|                                                      | La République en marche              | 147 503                   | 23,78                     | 200 374                  | 40,68                    |
|                                                      | Front national                       | 124 672                   | 20,10                     | 68 400                   | 13,89                    |
|                                                      | Les Républicains                     | 106 082                   | 17,11                     | 133 033                  | 27,01                    |
|                                                      | La France insoumise                  | 79 451                    | 12,81                     | 23 560                   | 4,78                     |
|                                                      | Mouvement démocrate                  | 39 319                    | 6,34                      | 45 549                   | 9,25                     |
|                                                      | Parti communiste français            | 27 357                    | 4,41                      | 21 602                   | 4,39                     |
|                                                      | Écologiste                           | 25 705                    | 4,14                      |                          |                          |
|                                                      | Parti socialiste                     | 21 557                    | 3,48                      |                          |                          |
|                                                      | Divers                               | 11 761                    | 1,90                      |                          |                          |
|                                                      | Debout la France                     | 8 913                     | 1,44                      |                          |                          |
|                                                      | Union des démocrates et indépendants | 7 810                     | 1,26                      |                          |                          |
|                                                      | Divers droite                        | 6 496                     | 1,05                      |                          |                          |
|                                                      | Extrême droite                       | 4 085                     | 0,66                      |                          |                          |
|                                                      | Extrême gauche                       | 3 841                     | 0,62                      |                          |                          |
|                                                      | Divers gauche                        | 3 465                     | 0,56                      |                          |                          |
|                                                      | Parti radical de gauche              | 1 879                     | 0,30                      |                          |                          |
|                                                      | Régionaliste                         | 262                       | 0,04                      |                          |                          |
| Source : Ministère de l'Intérieur - Bouches-du-Rhône |                                      |                           |                           |                          |                          |

### Résultats par circonscription

#### Première circonscription
Député sortant : Valérie Boyer (Les Républicains).
|                                                                                   | |                           |                           |                          |                          |
|                                                                                   | | Premier tour 11 juin 2017 | Premier tour 11 juin 2017 | Second tour 18 juin 2017 | Second tour 18 juin 2017 |
|                                                                                   | |                           |                           |                          |                          |
|                                                                                   | | Nombre                    | % des inscrits            | Nombre                   | % des inscrits           |
| Inscrits                                                                          | Inscrits | 78 421                    | 100,00                    | 78 414                   | 100,00                   |
| Abstentions                                                                       | Abstentions | 43 437                    | 55,39                     | 49 459                   | 63,07                    |
| Votants                                                                           | Votants | 34 984                    | 44,61                     | 28 955                   | 36,93                    |
|                                                                                   | |                           | % des votants             |                          | % des votants            |
| Bulletins blancs                                                                  | Bulletins blancs | 451                       | 1,29                      | 1 958                    | 6,76                     |
| Bulletins nuls                                                                    | Bulletins nuls | 175                       | 0,50                      | 627                      | 2,17                     |
| Suffrages exprimés                                                                | Suffrages exprimés | 34 358                    | 98,21                     | 26 370                   | 91,07                    |
|                                                                                   | |                           |                           |                          |                          |
| Candidat Étiquette politique (partis et alliances)                                | Candidat Étiquette politique (partis et alliances) | Voix                      | % des exprimés            | Voix                     | % des exprimés           |
|                                                                                   | |                           |                           |                          |                          |
|                                                                                   | Pascal Chamassian La République en marche | 10 111                    | 29,43                     | 11 839                   | 44,90                    |
|                                                                                   | Valérie Boyer (députée sortante) Les Républicains (Union des démocrates et indépendants)                                                                   | 8 481                     | 24,68                     | 14 531                   | 55,10                    |
|                                                                                   | Franck Allisio Front national | 6 834                     | 19,89                     |                          |                          |
|                                                                                   | Bernard Borgialli La France insoumise | 4 205                     | 12,24                     |                          |                          |
|                                                                                   | Gérard Oreggia Parti socialiste | 883                       | 2,57                      |                          |                          |
|                                                                                   | Christine Didon Parti communiste français | 839                       | 2,44                      |                          |                          |
|                                                                                   | Anne-Marie Danièle Europe Écologie Les Verts | 623                       | 1,81                      |                          |                          |
|                                                                                   | Paul Roudier Debout la France | 483                       | 1,41                      |                          |                          |
|                                                                                   | Anne Benhamou Écologiste (Mouvement écologiste indépendant - Le Trèfle - Mouvement hommes animaux nature)                                                  | 364                       | 1,06                      |                          |                          |
|                                                                                   | Xavier Bonnard Divers (Parti animaliste) | 280                       | 0,81                      |                          |                          |
|                                                                                   | Sherazade Omouri Divers | 185                       | 0,54                      |                          |                          |
|                                                                                   | Arthur Ghilain Divers (Union populaire républicaine) | 157                       | 0,46                      |                          |                          |
|                                                                                   | Faustine Thibaud Écologiste (Union des démocrates et des écologistes - Front démocrate)                                                                    | 152                       | 0,44                      |                          |                          |
|                                                                                   | Vincent Mannone Divers gauche (Mouvement des progressistes)                                                                                                | 151                       | 0,44                      |                          |                          |
|                                                                                   | France Gamerre Parti radical de gauche (Génération écologie)                                                                                               | 146                       | 0,42                      |                          |                          |
|                                                                                   | Laurie Bianciotto Extrême droite (Union des patriotes - Comités Jeanne - Parti de la France - Civitas - Souveraineté, identité et libertés - Ligue du Sud) | 132                       | 0,38                      |                          |                          |
|                                                                                   | Marc Cecon Lutte ouvrière | 120                       | 0,35                      |                          |                          |
|                                                                                   | Nadia Omani Divers (Parti égalité et justice) | 103                       | 0,30                      |                          |                          |
|                                                                                   | Alain Persia Divers droite (Union de la droite républicaine)                                                                                               | 98                        | 0,29                      |                          |                          |
|                                                                                   | Sophie Dahan Divers gauche (Mouvement 100 % - Union des forces citoyennes et républicaines)                                                                | 11                        | 0,03                      |                          |                          |
|                                                                                   | Fouad Abdallah Écologiste | 0                         | 0,00                      |                          |                          |
|                                                                                   | Souaad Rady Divers gauche | 0                         | 0,00                      |                          |                          |
| Source : Ministère de l'Intérieur - Première circonscription des Bouches-du-Rhône | |                           |                           |                          |                          |

#### Deuxième circonscription
Député sortant : Dominique Tian (Les Républicains).
|                                                                                   | |                           |                           |                          |                          |
|                                                                                   | | Premier tour 11 juin 2017 | Premier tour 11 juin 2017 | Second tour 18 juin 2017 | Second tour 18 juin 2017 |
|                                                                                   | |                           |                           |                          |                          |
|                                                                                   | | Nombre                    | % des inscrits            | Nombre                   | % des inscrits           |
| Inscrits                                                                          | Inscrits | 78 732                    | 100,00                    | 78 714                   | 100,00                   |
| Abstentions                                                                       | Abstentions | 38 867                    | 49,37                     | 45 523                   | 57,83                    |
| Votants                                                                           | Votants | 39 865                    | 50,63                     | 33 191                   | 42,17                    |
|                                                                                   | |                           | % des votants             |                          | % des votants            |
| Bulletins blancs                                                                  | Bulletins blancs | 372                       | 0,93                      | 2 006                    | 6,04                     |
| Bulletins nuls                                                                    | Bulletins nuls | 110                       | 0,28                      | 646                      | 1,95                     |
| Suffrages exprimés                                                                | Suffrages exprimés | 39 383                    | 98,79                     | 30 539                   | 92,01                    |
|                                                                                   | |                           |                           |                          |                          |
| Candidat Étiquette politique (partis et alliances)                                | Candidat Étiquette politique (partis et alliances) | Voix                      | % des exprimés            | Voix                     | % des exprimés           |
|                                                                                   | |                           |                           |                          |                          |
|                                                                                   | Claire Pitollat La République en marche | 14 372                    | 36,49                     | 16 725                   | 54,77                    |
|                                                                                   | Dominique Tian (député sortant) Les Républicains (Union des démocrates et indépendants)                                                                  | 9 933                     | 25,22                     | 13 814                   | 45,23                    |
|                                                                                   | Caroline Sicard Front national | 5 012                     | 12,73                     |                          |                          |
|                                                                                   | Ariane Gil La France insoumise | 4 124                     | 10,47                     |                          |                          |
|                                                                                   | Christine Juste Europe Écologie Les Verts | 1 532                     | 3,89                      |                          |                          |
|                                                                                   | Annie Levy-Mozziconacci Parti socialiste | 1 326                     | 3,37                      |                          |                          |
|                                                                                   | Audrey Garino Parti communiste français | 1 128                     | 2,86                      |                          |                          |
|                                                                                   | Dominique Surry Écologiste (Mouvement écologiste indépendant - Le Trèfle - Mouvement hommes animaux nature)                                              | 572                       | 1,45                      |                          |                          |
|                                                                                   | Bernadette Monetto Debout la France | 547                       | 1,39                      |                          |                          |
|                                                                                   | Michèle Carayon Extrême droite (Union des patriotes - Comités Jeanne - Parti de la France - Civitas - Souveraineté, identité et libertés - Ligue du Sud) | 240                       | 0,61                      |                          |                          |
|                                                                                   | Natacha Cetri Divers (Union populaire républicaine) | 200                       | 0,51                      |                          |                          |
|                                                                                   | Mohamed Mosbah Écologiste (Mouvement 100 %) | 142                       | 0,36                      |                          |                          |
|                                                                                   | Brigitte Espaze Lutte ouvrière | 113                       | 0,29                      |                          |                          |
|                                                                                   | Sylvie Giovannini Régionaliste (Femu a Corsica) | 92                        | 0,23                      |                          |                          |
|                                                                                   | Sacha Guerbe Divers (Allons enfants) | 46                        | 0,12                      |                          |                          |
|                                                                                   | Jean Gautier Divers | 4                         | 0,01                      |                          |                          |
|                                                                                   | Sébastien Peretti Divers (Groupement des anciens légionnaires)                                                                                           | 0                         | 0,00                      |                          |                          |
| Source : Ministère de l'Intérieur - Deuxième circonscription des Bouches-du-Rhône | |                           |                           |                          |                          |

#### Troisième circonscription
Député sortant : siège vacant.
|                                                                                    | |                           |                           |                          |                          |
|                                                                                    | | Premier tour 11 juin 2017 | Premier tour 11 juin 2017 | Second tour 18 juin 2017 | Second tour 18 juin 2017 |
|                                                                                    | |                           |                           |                          |                          |
|                                                                                    | | Nombre                    | % des inscrits            | Nombre                   | % des inscrits           |
| Inscrits                                                                           | Inscrits | 73 503                    | 100,00                    | 73 497                   | 100,00                   |
| Abstentions                                                                        | Abstentions | 43 611                    | 59,33                     | 47 413                   | 64,51                    |
| Votants                                                                            | Votants | 29 892                    | 40,67                     | 26 084                   | 35,49                    |
|                                                                                    | |                           | % des votants             |                          | % des votants            |
| Bulletins blancs                                                                   | Bulletins blancs | 421                       | 1,41                      | 1 219                    | 4,67                     |
| Bulletins nuls                                                                     | Bulletins nuls | 211                       | 0,71                      | 398                      | 1,53                     |
| Suffrages exprimés                                                                 | Suffrages exprimés | 29 260                    | 97,89                     | 24 467                   | 93,80                    |
|                                                                                    | |                           |                           |                          |                          |
| Candidat Étiquette politique (partis et alliances)                                 | Candidat Étiquette politique (partis et alliances) | Voix                      | % des exprimés            | Voix                     | % des exprimés           |
|                                                                                    | |                           |                           |                          |                          |
|                                                                                    | Stéphane Ravier Front national | 9 024                     | 30,84                     | 11 641                   | 47,58                    |
|                                                                                    | Alexandra Louis La République en marche | 7 284                     | 24,89                     | 12 826                   | 52,42                    |
|                                                                                    | Sarah Soilihi La France insoumise | 5 403                     | 18,47                     |                          |                          |
|                                                                                    | Richard Miron Les Républicains (Union des démocrates et indépendants)                                                                                    | 3 778                     | 12,91                     |                          |                          |
|                                                                                    | Anne Di Marino Parti socialiste | 1 306                     | 4,46                      |                          |                          |
|                                                                                    | Karim Mouaci Europe Écologie Les Verts | 493                       | 1,68                      |                          |                          |
|                                                                                    | Sabrina Morganti Écologiste (Mouvement écologiste indépendant - Le Trèfle - Mouvement hommes animaux nature)                                             | 467                       | 1,60                      |                          |                          |
|                                                                                    | Antoine Maggio Extrême droite | 364                       | 1,24                      |                          |                          |
|                                                                                    | Simone Charin Debout la France | 314                       | 1,07                      |                          |                          |
|                                                                                    | Jacqueline Grandel Lutte ouvrière | 244                       | 0,83                      |                          |                          |
|                                                                                    | Farid Zidane Divers (Union populaire républicaine) | 206                       | 0,70                      |                          |                          |
|                                                                                    | Victor-Hugo Espinosa Divers gauche (Nouvelle Donne) | 120                       | 0,41                      |                          |                          |
|                                                                                    | Fatou Moumini Divers gauche (Mouvement des progressistes)                                                                                                | 82                        | 0,28                      |                          |                          |
|                                                                                    | Karine Harouche Extrême droite (Union des patriotes - Comités Jeanne - Parti de la France - Civitas - Souveraineté, identité et libertés - Ligue du Sud) | 79                        | 0,27                      |                          |                          |
|                                                                                    | Anne Ceccaldi Régionaliste (Femu a Corsica) | 77                        | 0,26                      |                          |                          |
|                                                                                    | Djara Sali Écologiste (Mouvement 100 % ) | 19                        | 0,06                      |                          |                          |
|                                                                                    | Christophe Masse Divers gauche | 0                         | 0,00                      |                          |                          |
| Source : Ministère de l'Intérieur - Troisième circonscription des Bouches-du-Rhône | |                           |                           |                          |                          |

#### Quatrième circonscription
Député sortant : Patrick Mennucci (Parti socialiste).
|                                                                                    | |                           |                           |                          |                          |
|                                                                                    | | Premier tour 11 juin 2017 | Premier tour 11 juin 2017 | Second tour 18 juin 2017 | Second tour 18 juin 2017 |
|                                                                                    | |                           |                           |                          |                          |
|                                                                                    | | Nombre                    | % des inscrits            | Nombre                   | % des inscrits           |
| Inscrits                                                                           | Inscrits                                                                                                 | 59 698                    | 100,00                    | 59 685                   | 100,00                   |
| Abstentions                                                                        | Abstentions                                                                                              | 34 540                    | 57,86                     | 38 331                   | 64,22                    |
| Votants                                                                            | Votants                                                                                                  | 25 158                    | 42,14                     | 21 354                   | 35,78                    |
|                                                                                    | |                           | % des votants             |                          | % des votants            |
| Bulletins blancs                                                                   | Bulletins blancs                                                                                         | 304                       | 1,21                      | 1 061                    | 4,97                     |
| Bulletins nuls                                                                     | Bulletins nuls                                                                                           | 193                       | 0,77                      | 389                      | 1,82                     |
| Suffrages exprimés                                                                 | Suffrages exprimés                                                                                       | 24 661                    | 98,02                     | 19 904                   | 93,21                    |
|                                                                                    | |                           |                           |                          |                          |
| Candidat Étiquette politique (partis et alliances)                                 | Candidat Étiquette politique (partis et alliances)                                                       | Voix                      | % des exprimés            | Voix                     | % des exprimés           |
|                                                                                    | |                           |                           |                          |                          |
|                                                                                    | Jean-Luc Mélenchon La France insoumise                                                                   | 8 460                     | 34,31                     | 11 912                   | 59,85                    |
|                                                                                    | Corinne Versini La République en marche                                                                  | 5 587                     | 22,66                     | 7 992                    | 40,15                    |
|                                                                                    | Patrick Mennucci (député sortant) Parti socialiste (Europe Écologie Les Verts)                           | 3 065                     | 12,43                     |                          |                          |
|                                                                                    | Jeanne Marti Front national                                                                              | 2 692                     | 10,92                     |                          |                          |
|                                                                                    | Solange Biaggi Les Républicains (Union des démocrates et indépendants)                                   | 2 621                     | 10,63                     |                          |                          |
|                                                                                    | Lydie Gandon Écologiste (Mouvement écologiste indépendant - Le Trèfle - Mouvement hommes animaux nature) | 409                       | 1,66                      |                          |                          |
|                                                                                    | Jean Kergomard Divers gauche (Nouvelle Donne)                                                            | 221                       | 0,90                      |                          |                          |
|                                                                                    | Halidi Aboubacar Divers gauche (Mouvement 100 % )                                                        | 200                       | 0,81                      |                          |                          |
|                                                                                    | Zita Etoundi Divers (#MaVoix)                                                                            | 194                       | 0,79                      |                          |                          |
|                                                                                    | Nora Akhazzane Divers                                                                                    | 191                       | 0,77                      |                          |                          |
|                                                                                    | Isabelle Bonnet Lutte ouvrière                                                                           | 178                       | 0,72                      |                          |                          |
|                                                                                    | Mohamed Naïli Divers (Union populaire républicaine)                                                      | 155                       | 0,63                      |                          |                          |
|                                                                                    | Cyril Bret Divers (Parti animaliste)                                                                     | 148                       | 0,60                      |                          |                          |
|                                                                                    | Gabriel Duplaix Debout la France                                                                         | 147                       | 0,60                      |                          |                          |
|                                                                                    | Ferdinand Richard Divers gauche (Mouvement des progressistes)                                            | 133                       | 0,54                      |                          |                          |
|                                                                                    | Martine Carpentier Extrême droite (Union des patriotes - Souveraineté, identité et libertés)             | 111                       | 0,45                      |                          |                          |
|                                                                                    | Léo-Hassan Tahiri Divers                                                                                 | 89                        | 0,36                      |                          |                          |
|                                                                                    | Julie Bouhet-Massiani Régionaliste (Femu a Corsica)                                                      | 37                        | 0,15                      |                          |                          |
|                                                                                    | Jean-Victor Shilling-Ford Divers (La République en marche diss.)                                         | 23                        | 0,09                      |                          |                          |
|                                                                                    | Selma Boudouaya Divers droite                                                                            | 0                         | 0,00                      |                          |                          |
| Source : Ministère de l'Intérieur - Quatrième circonscription des Bouches-du-Rhône | |                           |                           |                          |                          |

#### Cinquième circonscription
Député sortant : Marie-Arlette Carlotti (Parti socialiste).
|                                                                                    | |                           |                           |                          |                          |
|                                                                                    | | Premier tour 11 juin 2017 | Premier tour 11 juin 2017 | Second tour 18 juin 2017 | Second tour 18 juin 2017 |
|                                                                                    | |                           |                           |                          |                          |
|                                                                                    | | Nombre                    | % des inscrits            | Nombre                   | % des inscrits           |
| Inscrits                                                                           | Inscrits                                                                                                  | 69 062                    | 100,00                    | 69 055                   | 100,00                   |
| Abstentions                                                                        | Abstentions                                                                                               | 35 317                    | 51,14                     | 42 155                   | 61,05                    |
| Votants                                                                            | Votants                                                                                                   | 33 745                    | 48,86                     | 26 900                   | 38,95                    |
|                                                                                    | |                           | % des votants             |                          | % des votants            |
| Bulletins blancs                                                                   | Bulletins blancs                                                                                          | 467                       | 1,38                      | 1 889                    | 7,02                     |
| Bulletins nuls                                                                     | Bulletins nuls                                                                                            | 106                       | 0,31                      | 638                      | 2,37                     |
| Suffrages exprimés                                                                 | Suffrages exprimés                                                                                        | 33 172                    | 98,30                     | 24 373                   | 90,61                    |
|                                                                                    | |                           |                           |                          |                          |
| Candidat Étiquette politique (partis et alliances)                                 | Candidat Étiquette politique (partis et alliances)                                                        | Voix                      | % des exprimés            | Voix                     | % des exprimés           |
|                                                                                    | |                           |                           |                          |                          |
|                                                                                    | Cathy Racon-Bouzon La République en marche                                                                | 9 621                     | 29,00                     | 12 725                   | 52,21                    |
|                                                                                    | Hendrik Davi La France insoumise                                                                          | 6 296                     | 18,98                     | 11 648                   | 47,79                    |
|                                                                                    | Yves Moraine Les Républicains (Union des démocrates et indépendants)                                      | 6 253                     | 18,85                     |                          |                          |
|                                                                                    | Jean-François Luc Front national                                                                          | 4 764                     | 14,36                     |                          |                          |
|                                                                                    | Isabelle Pasquet Parti communiste français                                                                | 1 035                     | 3,12                      |                          |                          |
|                                                                                    | Christophe Madrolle Écologiste (UDE)                                                                      | 892                       | 2,69                      |                          |                          |
|                                                                                    | Daniel Vanetti Europe Écologie Les Verts                                                                  | 833                       | 2,51                      |                          |                          |
|                                                                                    | Maurice Di Nocera Divers droite (Union des démocrates et indépendants diss.)                              | 794                       | 2,39                      |                          |                          |
|                                                                                    | Yves Castanet Écologiste (Mouvement écologiste indépendant - Le Trèfle - Mouvement hommes animaux nature) | 556                       | 1,68                      |                          |                          |
|                                                                                    | Sébastien Desille Parti radical de gauche (Génération écologie)                                           | 447                       | 1,35                      |                          |                          |
|                                                                                    | Patrick Thévenin Divers droite (Mouvement démocrate)                                                      | 431                       | 1,30                      |                          |                          |
|                                                                                    | Mathilde Gouin Debout la France                                                                           | 366                       | 1,10                      |                          |                          |
|                                                                                    | Nathalie Malhole Lutte ouvrière                                                                           | 159                       | 0,48                      |                          |                          |
|                                                                                    | Sophie Gaspar Divers (Union populaire républicaine)                                                       | 157                       | 0,47                      |                          |                          |
|                                                                                    | Ahmed Azouaou Écologiste (Mouvement 100 %)                                                                | 156                       | 0,47                      |                          |                          |
|                                                                                    | Akim Mimoun Divers gauche (Mouvement des progressistes)                                                   | 143                       | 0,43                      |                          |                          |
|                                                                                    | Corinne Raynaud Extrême gauche (Parti ouvrier indépendant démocratique)                                   | 67                        | 0,20                      |                          |                          |
|                                                                                    | Anne Tomasi Régionaliste (Régions et peuples solidaires - Parti de la nation corse)                       | 56                        | 0,17                      |                          |                          |
|                                                                                    | Philippe Mourot Divers droite (La France qui ose)                                                         | 56                        | 0,17                      |                          |                          |
|                                                                                    | Grégory Slama Divers                                                                                      | 55                        | 0,17                      |                          |                          |
|                                                                                    | Victoire Bourgeat Divers (Allons enfants)                                                                 | 32                        | 0,10                      |                          |                          |
|                                                                                    | Jean-Claude Bélenguier Divers droite (Alliance royale)                                                    | 3                         | 0,01                      |                          |                          |
|                                                                                    | Pierre-Frédéric Zieba Divers                                                                              | 0                         | 0,00                      |                          |                          |
| Source : Ministère de l'Intérieur - Cinquième circonscription des Bouches-du-Rhône | |                           |                           |                          |                          |

#### Sixième circonscription
Député sortant : Guy Teissier (Les Républicains).
|                                                                                  | |                           |                           |                          |                          |
|                                                                                  | | Premier tour 11 juin 2017 | Premier tour 11 juin 2017 | Second tour 18 juin 2017 | Second tour 18 juin 2017 |
|                                                                                  | |                           |                           |                          |                          |
|                                                                                  | | Nombre                    | % des inscrits            | Nombre                   | % des inscrits           |
| Inscrits                                                                         | Inscrits | 75 665                    | 100,00                    | 75 652                   | 100,00                   |
| Abstentions                                                                      | Abstentions | 41 506                    | 54,85                     | 46 594                   | 61,59                    |
| Votants                                                                          | Votants | 34 159                    | 45,15                     | 29 058                   | 38,41                    |
|                                                                                  | |                           | % des votants             |                          | % des votants            |
| Bulletins blancs                                                                 | Bulletins blancs | 370                       | 1,08                      | 1 864                    | 6,41                     |
| Bulletins nuls                                                                   | Bulletins nuls | 93                        | 0,27                      | 483                      | 1,66                     |
| Suffrages exprimés                                                               | Suffrages exprimés | 33 696                    | 98,64                     | 26 711                   | 91,92                    |
|                                                                                  | |                           |                           |                          |                          |
| Candidat Étiquette politique (partis et alliances)                               | Candidat Étiquette politique (partis et alliances) | Voix                      | % des exprimés            | Voix                     | % des exprimés           |
|                                                                                  | |                           |                           |                          |                          |
|                                                                                  | Éléonore Leprettre Mouvement démocrate (La République en marche)                                                                                       | 11 169                    | 33,15                     | 12 412                   | 46,47                    |
|                                                                                  | Guy Teissier (député sortant) Les Républicains (Union des démocrates et indépendants)                                                                  | 8 659                     | 25,70                     | 14 299                   | 53,53                    |
|                                                                                  | Éléonore Bez Front national | 6 171                     | 18,31                     |                          |                          |
|                                                                                  | Annie Gal La France insoumise | 3 894                     | 11,56                     |                          |                          |
|                                                                                  | Hervé Menchon Europe Écologie Les Verts (Parti socialiste)                                                                                             | 1 115                     | 3,31                      |                          |                          |
|                                                                                  | Anthony Gonçalves Parti communiste français | 969                       | 2,88                      |                          |                          |
|                                                                                  | Dominique Laumonier Écologiste (Mouvement écologiste indépendant - Le Trèfle - Mouvement hommes animaux nature)                                        | 493                       | 1,46                      |                          |                          |
|                                                                                  | Véronique Puccini Debout la France | 315                       | 0,93                      |                          |                          |
|                                                                                  | Vincent Vidal Extrême droite (Union des patriotes - Comités Jeanne - Parti de la France - Civitas - Souveraineté, identité et libertés - Ligue du Sud) | 254                       | 0,75                      |                          |                          |
|                                                                                  | Élisa Pergamenter Divers (Union populaire républicaine)                                                                                                | 156                       | 0,46                      |                          |                          |
|                                                                                  | Michel Villeneuve Parti radical de gauche (Génération écologie)                                                                                        | 138                       | 0,41                      |                          |                          |
|                                                                                  | Véronique Morel Lutte ouvrière | 131                       | 0,39                      |                          |                          |
|                                                                                  | David Dufour Écologiste (Mouvement 100 %) | 121                       | 0,36                      |                          |                          |
|                                                                                  | Clément Dufour Divers (Allons enfants) | 57                        | 0,17                      |                          |                          |
|                                                                                  | Stéphanie Brun Divers droite | 54                        | 0,16                      |                          |                          |
|                                                                                  | Abdel Labibes Divers droite | 0                         | 0,00                      |                          |                          |
| Source : Ministère de l'Intérieur - Sixième circonscription des Bouches-du-Rhône | |                           |                           |                          |                          |

#### Septième circonscription
Député sortant : Henri Jibrayel (Parti socialiste).
|                                                                                   | |                           |                           |                          |                          |
|                                                                                   | | Premier tour 11 juin 2017 | Premier tour 11 juin 2017 | Second tour 18 juin 2017 | Second tour 18 juin 2017 |
|                                                                                   | |                           |                           |                          |                          |
|                                                                                   | | Nombre                    | % des inscrits            | Nombre                   | % des inscrits           |
| Inscrits                                                                          | Inscrits | 65 450                    | 100,00                    | 65 444                   | 100,00                   |
| Abstentions                                                                       | Abstentions | 44 109                    | 67,39                     | 47 353                   | 72,36                    |
| Votants                                                                           | Votants | 21 341                    | 32,61                     | 18 091                   | 27,64                    |
|                                                                                   | |                           | % des votants             |                          | % des votants            |
| Bulletins blancs                                                                  | Bulletins blancs | 446                       | 2,09                      | 967                      | 5,33                     |
| Bulletins nuls                                                                    | Bulletins nuls | 127                       | 0,60                      | 310                      | 1,72                     |
| Suffrages exprimés                                                                | Suffrages exprimés                                                                                                  | 20 768                    | 97,32                     | 16 814                   | 92,94                    |
|                                                                                   | |                           |                           |                          |                          |
| Candidat Étiquette politique (partis et alliances)                                | Candidat Étiquette politique (partis et alliances)                                                                  | Voix                      | % des exprimés            | Voix                     | % des exprimés           |
|                                                                                   | |                           |                           |                          |                          |
|                                                                                   | Sophie Grech Front national                                                                                         | 4 789                     | 23,06                     | 6 996                    | 41,61                    |
|                                                                                   | Saïd Ahamada La République en marche                                                                                | 4 125                     | 19,86                     | 9 818                    | 58,39                    |
|                                                                                   | Henri Jibrayel (député sortant) Parti socialiste                                                                    | 3 511                     | 16,91                     |                          |                          |
|                                                                                   | Ouali Brinis La France insoumise                                                                                    | 3 064                     | 14,75                     |                          |                          |
|                                                                                   | Jean-Marc Coppola Parti communiste français                                                                         | 1 661                     | 8,00                      |                          |                          |
|                                                                                   | Arlette Fructus Union des démocrates et indépendants (Les Républicains)                                             | 1 121                     | 5,40                      |                          |                          |
|                                                                                   | Lydia Frentzel Europe Écologie Les Verts                                                                            | 551                       | 2,65                      |                          |                          |
|                                                                                   | Haouaria Hadj-Chikh Divers gauche (Mouvement des progressistes)                                                     | 533                       | 2,57                      |                          |                          |
|                                                                                   | Jean-Marc Corteggiani Debout la France                                                                              | 362                       | 1,74                      |                          |                          |
|                                                                                   | Nadia Zidane Divers (Union populaire républicaine)                                                                  | 288                       | 1,39                      |                          |                          |
|                                                                                   | Emea-Brigitte Vlaemynck Écologiste (Mouvement écologiste indépendant - Le Trèfle - Mouvement hommes animaux nature) | 235                       | 1,13                      |                          |                          |
|                                                                                   | Danièle Pécout Lutte ouvrière                                                                                       | 188                       | 0,91                      |                          |                          |
|                                                                                   | Albert Voguie Écologiste (Mouvement 100 %)                                                                          | 112                       | 0,54                      |                          |                          |
|                                                                                   | Youssouf Mohamed Écologiste (Mouvement 100 %)                                                                       | 102                       | 0,49                      |                          |                          |
|                                                                                   | Martine Dupuy Extrême gauche (Parti ouvrier indépendant démocratique)                                               | 95                        | 0,46                      |                          |                          |
|                                                                                   | Katia Yakoubi Divers gauche                                                                                         | 31                        | 0,15                      |                          |                          |
| Source : Ministère de l'Intérieur - Septième circonscription des Bouches-du-Rhône | |                           |                           |                          |                          |

#### Huitième circonscription
Député sortant : Jean-Pierre Maggi (Parti radical de gauche).
|                                                                                   | |                           |                           |                          |                          |
|                                                                                   | | Premier tour 11 juin 2017 | Premier tour 11 juin 2017 | Second tour 18 juin 2017 | Second tour 18 juin 2017 |
|                                                                                   | |                           |                           |                          |                          |
|                                                                                   | | Nombre                    | % des inscrits            | Nombre                   | % des inscrits           |
| Inscrits                                                                          | Inscrits | 100 094                   | 100,00                    | 100 092                  | 100,00                   |
| Abstentions                                                                       | Abstentions                                                                                                 | 52 788                    | 52,74                     | 58 243                   | 58,19                    |
| Votants                                                                           | Votants | 47 306                    | 47,26                     | 41 849                   | 41,81                    |
|                                                                                   | |                           | % des votants             |                          | % des votants            |
| Bulletins blancs                                                                  | Bulletins blancs                                                                                            | 729                       | 1,54                      | 2 623                    | 6,27                     |
| Bulletins nuls                                                                    | Bulletins nuls                                                                                              | 291                       | 0,62                      | 971                      | 2,32                     |
| Suffrages exprimés                                                                | Suffrages exprimés                                                                                          | 46 286                    | 97,84                     | 38 255                   | 91,41                    |
|                                                                                   | |                           |                           |                          |                          |
| Candidat Étiquette politique (partis et alliances)                                | Candidat Étiquette politique (partis et alliances)                                                          | Voix                      | % des exprimés            | Voix                     | % des exprimés           |
|                                                                                   | |                           |                           |                          |                          |
|                                                                                   | Jean-Marc Zulesi La République en marche                                                                    | 15 850                    | 34,24                     | 22 448                   | 58,68                    |
|                                                                                   | Antoine Baudino Front national                                                                              | 11 041                    | 23,85                     | 15 807                   | 41,32                    |
|                                                                                   | Sandra Dalbin Les Républicains (Union des démocrates et indépendants)                                       | 7 062                     | 15,26                     |                          |                          |
|                                                                                   | Nadia Graindorge La France insoumise                                                                        | 5 103                     | 11,02                     |                          |                          |
|                                                                                   | Clément Acar Parti socialiste                                                                               | 1 202                     | 2,60                      |                          |                          |
|                                                                                   | Mathieu Saintagne Europe Écologie Les Verts                                                                 | 1 029                     | 2,22                      |                          |                          |
|                                                                                   | Christiane Pujol Debout la France                                                                           | 997                       | 2,15                      |                          |                          |
|                                                                                   | Michel Frate Parti communiste français                                                                      | 931                       | 2,01                      |                          |                          |
|                                                                                   | Michel Cantinol Écologiste (Mouvement écologiste indépendant - Le Trèfle - Mouvement hommes animaux nature) | 672                       | 1,45                      |                          |                          |
|                                                                                   | Khaled Beghouach Divers gauche                                                                              | 553                       | 1,19                      |                          |                          |
|                                                                                   | Ange Tinelli Divers (Parti pirate)                                                                          | 365                       | 0,79                      |                          |                          |
|                                                                                   | Christian Péri Divers (Union populaire républicaine)                                                        | 326                       | 0,70                      |                          |                          |
|                                                                                   | Véronique Assiouras Parti radical de gauche                                                                 | 324                       | 0,70                      |                          |                          |
|                                                                                   | Geneviève Monténéro Divers (Parti animaliste)                                                               | 248                       | 0,54                      |                          |                          |
|                                                                                   | Jérôme Ravenet Écologiste (Mouvement 100 %)                                                                 | 221                       | 0,48                      |                          |                          |
|                                                                                   | Rémy Bazzali Lutte ouvrière                                                                                 | 204                       | 0,44                      |                          |                          |
|                                                                                   | Jean-Marie Mure-Ravaud Divers droite (Parti chrétien-démocrate)                                             | 158                       | 0,34                      |                          |                          |
| Source : Ministère de l'Intérieur - Huitième circonscription des Bouches-du-Rhône | |                           |                           |                          |                          |

#### Neuvième circonscription
Député sortant : Bernard Deflesselles (Les Républicains).
|                                                                                   | |                           |                           |                          |                          |
|                                                                                   | | Premier tour 11 juin 2017 | Premier tour 11 juin 2017 | Second tour 18 juin 2017 | Second tour 18 juin 2017 |
|                                                                                   | |                           |                           |                          |                          |
|                                                                                   | | Nombre                    | % des inscrits            | Nombre                   | % des inscrits           |
| Inscrits                                                                          | Inscrits | 96 954                    | 100,00                    | 96 957                   | 100,00                   |
| Abstentions                                                                       | Abstentions                                                                                                 | 51 601                    | 53,22                     | 57 864                   | 59,68                    |
| Votants                                                                           | Votants | 45 353                    | 46,78                     | 39 093                   | 40,32                    |
|                                                                                   | |                           | % des votants             |                          | % des votants            |
| Bulletins blancs                                                                  | Bulletins blancs                                                                                            | 648                       | 1,43                      | 2 716                    | 6,95                     |
| Bulletins nuls                                                                    | Bulletins nuls                                                                                              | 280                       | 0,62                      | 1 169                    | 2,99                     |
| Suffrages exprimés                                                                | Suffrages exprimés                                                                                          | 44 425                    | 97,95                     | 35 208                   | 90,06                    |
|                                                                                   | |                           |                           |                          |                          |
| Candidat Étiquette politique (partis et alliances)                                | Candidat Étiquette politique (partis et alliances)                                                          | Voix                      | % des exprimés            | Voix                     | % des exprimés           |
|                                                                                   | |                           |                           |                          |                          |
|                                                                                   | Sylvie Brunet Mouvement démocrate (La République en marche)                                                 | 13 655                    | 30,74                     | 17 333                   | 49,23                    |
|                                                                                   | Bernard Deflesselles (député sortant) Les Républicains (Union des démocrates et indépendants)               | 10 558                    | 23,77                     | 17 875                   | 50,77                    |
|                                                                                   | Hervé Itrac Front national                                                                                  | 8 153                     | 18,35                     |                          |                          |
|                                                                                   | Sylvie Pille-Lesou La France insoumise                                                                      | 6 918                     | 15,57                     |                          |                          |
|                                                                                   | Raymond Lloret Divers gauche (C'est à nous)                                                                 | 904                       | 2,03                      |                          |                          |
|                                                                                   | Stéphanie Harkane Parti socialiste                                                                          | 812                       | 1,83                      |                          |                          |
|                                                                                   | Nicolas Lapeyre Écologiste (Mouvement écologiste indépendant - Le Trèfle - Mouvement hommes animaux nature) | 709                       | 1,60                      |                          |                          |
|                                                                                   | Christian Musumeci Divers                                                                                   | 507                       | 1,14                      |                          |                          |
|                                                                                   | Colette Gereux Debout la France                                                                             | 491                       | 1,11                      |                          |                          |
|                                                                                   | Christophe Amouroux Divers (Parti animaliste)                                                               | 415                       | 0,93                      |                          |                          |
|                                                                                   | François Otchakovsky-Laurens Lutte ouvrière                                                                 | 334                       | 0,75                      |                          |                          |
|                                                                                   | Élisabeth Lalesart Extrême droite (Union des Patriotes - Parti de la France)                                | 304                       | 0,68                      |                          |                          |
|                                                                                   | Patricia Pawlak Parti radical de gauche                                                                     | 227                       | 0,51                      |                          |                          |
|                                                                                   | Boualam Aksil Écologiste                                                                                    | 223                       | 0,50                      |                          |                          |
|                                                                                   | Élodie Sery Divers (Union populaire républicaine)                                                           | 215                       | 0,48                      |                          |                          |
| Source : Ministère de l'Intérieur - Neuvième circonscription des Bouches-du-Rhône | |                           |                           |                          |                          |

#### Dixième circonscription
Député sortant : François-Michel Lambert (Parti écologiste).
|                                                                                  | |                           |                           |                          |                          |
|                                                                                  | | Premier tour 11 juin 2017 | Premier tour 11 juin 2017 | Second tour 18 juin 2017 | Second tour 18 juin 2017 |
|                                                                                  | |                           |                           |                          |                          |
|                                                                                  | | Nombre                    | % des inscrits            | Nombre                   | % des inscrits           |
| Inscrits                                                                         | Inscrits | 106 112                   | 100,00                    | 106 109                  | 100,00                   |
| Abstentions                                                                      | Abstentions | 55 423                    | 52,23                     | 62 845                   | 59,23                    |
| Votants                                                                          | Votants | 50 689                    | 47,77                     | 43 264                   | 40,77                    |
|                                                                                  | |                           | % des votants             |                          | % des votants            |
| Bulletins blancs                                                                 | Bulletins blancs | 732                       | 1,44                      | 2 895                    | 6,69                     |
| Bulletins nuls                                                                   | Bulletins nuls | 306                       | 0,60                      | 942                      | 2,18                     |
| Suffrages exprimés                                                               | Suffrages exprimés | 49 651                    | 97,95                     | 39 427                   | 91,13                    |
|                                                                                  | |                           |                           |                          |                          |
| Candidat Étiquette politique (partis et alliances)                               | Candidat Étiquette politique (partis et alliances) | Voix                      | % des exprimés            | Voix                     | % des exprimés           |
|                                                                                  | |                           |                           |                          |                          |
|                                                                                  | François-Michel Lambert (député sortant) La République en marche (Parti écologiste)                                                                         | 16 122                    | 32,47                     | 22 976                   | 58,27                    |
|                                                                                  | Laurent Jacobelli Front national | 10 862                    | 21,88                     | 16 451                   | 41,73                    |
|                                                                                  | Bruno Genzana Union des démocrates et indépendants (Les Républicains)                                                                                       | 5 615                     | 11,31                     |                          |                          |
|                                                                                  | Jacques Charton La France insoumise | 5 317                     | 10,71                     |                          |                          |
|                                                                                  | Serge Perottino Divers droite | 3 621                     | 7,29                      |                          |                          |
|                                                                                  | Éric Sordet Parti communiste français | 2 151                     | 4,33                      |                          |                          |
|                                                                                  | Rémy Carrodano Europe Écologie Les Verts | 1 486                     | 2,99                      |                          |                          |
|                                                                                  | Patrice Daudé Écologiste (Mouvement écologiste indépendant - Le Trèfle - Mouvement hommes animaux nature)                                                   | 868                       | 1,75                      |                          |                          |
|                                                                                  | Vincent Coulomb Parti socialiste | 842                       | 1,70                      |                          |                          |
|                                                                                  | Bastien Beaudoin Debout la France | 808                       | 1,63                      |                          |                          |
|                                                                                  | Lucie Desblancs Divers | 619                       | 1,25                      |                          |                          |
|                                                                                  | Olivier Bianciotto Extrême droite (Union des patriotes - Comités Jeanne - Parti de la France - Civitas - Souveraineté, identité et libertés - Ligue du Sud) | 401                       | 0,81                      |                          |                          |
|                                                                                  | Frédéric Leclair Divers (Parti du vote blanc) | 292                       | 0,59                      |                          |                          |
|                                                                                  | Gaël Fréchet Divers (Union populaire républicaine) | 264                       | 0,53                      |                          |                          |
|                                                                                  | Jean-Claude Valiente Lutte ouvrière | 206                       | 0,41                      |                          |                          |
|                                                                                  | Josianne Guey Divers gauche (Nouvelle Donne) | 177                       | 0,36                      |                          |                          |
|                                                                                  | Nathalie Minari Écologiste (Union des démocrates et des écologistes)                                                                                        | 0                         | 0,00                      |                          |                          |
| Source : Ministère de l'Intérieur - Dixième circonscription des Bouches-du-Rhône | |                           |                           |                          |                          |

#### Onzième circonscription
Député sortant : Christian Kert (Les Républicains).
|                                                                                  | |                           |                           |                          |                          |
|                                                                                  | | Premier tour 11 juin 2017 | Premier tour 11 juin 2017 | Second tour 18 juin 2017 | Second tour 18 juin 2017 |
|                                                                                  | |                           |                           |                          |                          |
|                                                                                  | | Nombre                    | % des inscrits            | Nombre                   | % des inscrits           |
| Inscrits                                                                         | Inscrits                                                                                                | 89 268                    | 100,00                    | 89 268                   | 100,00                   |
| Abstentions                                                                      | Abstentions                                                                                             | 47 445                    | 53,15                     | 54 654                   | 61,22                    |
| Votants                                                                          | Votants                                                                                                 | 41 823                    | 46,85                     | 34 614                   | 38,78                    |
|                                                                                  | |                           | % des votants             |                          | % des votants            |
| Bulletins blancs                                                                 | Bulletins blancs                                                                                        | 482                       | 1,15                      | 2 695                    | 7,79                     |
| Bulletins nuls                                                                   | Bulletins nuls                                                                                          | 176                       | 0,42                      | 901                      | 2,60                     |
| Suffrages exprimés                                                               | Suffrages exprimés                                                                                      | 41 165                    | 98,43                     | 31 018                   | 89,61                    |
|                                                                                  | |                           |                           |                          |                          |
| Candidat Étiquette politique (partis et alliances)                               | Candidat Étiquette politique (partis et alliances)                                                      | Voix                      | % des exprimés            | Voix                     | % des exprimés           |
|                                                                                  | |                           |                           |                          |                          |
|                                                                                  | Mohamed Laqhila Mouvement démocrate (La République en marche)                                           | 14 495                    | 35,21                     | 15 804                   | 50,95                    |
|                                                                                  | Christian Kert (député sortant) Les Républicains (Union des démocrates et indépendants)                 | 8 041                     | 19,53                     | 15 214                   | 49,05                    |
|                                                                                  | Maximilien Fusone Front national                                                                        | 7 413                     | 18,01                     |                          |                          |
|                                                                                  | Claudie Hubert La France insoumise                                                                      | 4 489                     | 10,90                     |                          |                          |
|                                                                                  | André Molino Parti communiste français                                                                  | 2 449                     | 5,95                      |                          |                          |
|                                                                                  | Dorian Hispa Europe Écologie Les Verts (Parti socialiste)                                               | 1 410                     | 3,43                      |                          |                          |
|                                                                                  | Éric Talles Écologiste (Mouvement écologiste indépendant - Le Trèfle - Mouvement hommes animaux nature) | 1 051                     | 2,55                      |                          |                          |
|                                                                                  | Gérald Ubaud Debout la France                                                                           | 586                       | 1,42                      |                          |                          |
|                                                                                  | Romain Hadjali Divers (Parti animaliste)                                                                | 285                       | 0,69                      |                          |                          |
|                                                                                  | Angélique Bontoux Divers (Parti du vote blanc)                                                          | 278                       | 0,68                      |                          |                          |
|                                                                                  | Edwige Mauchamp Divers (Union populaire républicaine)                                                   | 253                       | 0,61                      |                          |                          |
|                                                                                  | M'Tira Souad Hammal Divers gauche (Mouvement des progressistes)                                         | 206                       | 0,50                      |                          |                          |
|                                                                                  | Émilie Maria Lutte ouvrière                                                                             | 180                       | 0,44                      |                          |                          |
|                                                                                  | Guilhem D'Urbal Divers droite (Parti libertarien)                                                       | 29                        | 0,07                      |                          |                          |
| Source : Ministère de l'Intérieur - Onzième circonscription des Bouches-du-Rhône | |                           |                           |                          |                          |

#### Douzième circonscription
Député sortant : Vincent Burroni (Parti socialiste).
|                                                                                   | |                           |                           |                          |                          |
|                                                                                   | | Premier tour 11 juin 2017 | Premier tour 11 juin 2017 | Second tour 18 juin 2017 | Second tour 18 juin 2017 |
|                                                                                   | |                           |                           |                          |                          |
|                                                                                   | | Nombre                    | % des inscrits            | Nombre                   | % des inscrits           |
| Inscrits                                                                          | Inscrits | 92 158                    | 100,00                    | 92 158                   | 100,00                   |
| Abstentions                                                                       | Abstentions | 51 617                    | 56,01                     | 58 386                   | 63,35                    |
| Votants                                                                           | Votants | 40 541                    | 43,99                     | 33 772                   | 36,65                    |
|                                                                                   | |                           | % des votants             |                          | % des votants            |
| Bulletins blancs                                                                  | Bulletins blancs | 589                       | 1,45                      | 2 747                    | 8,13                     |
| Bulletins nuls                                                                    | Bulletins nuls | 124                       | 0,31                      | 668                      | 1,98                     |
| Suffrages exprimés                                                                | Suffrages exprimés | 39 828                    | 98,24                     | 30 357                   | 89,89                    |
|                                                                                   | |                           |                           |                          |                          |
| Candidat Étiquette politique (partis et alliances)                                | Candidat Étiquette politique (partis et alliances) | Voix                      | % des exprimés            | Voix                     | % des exprimés           |
|                                                                                   | |                           |                           |                          |                          |
|                                                                                   | Éric Diard Les Républicains (Union des démocrates et indépendants)                                                                                           | 9 819                     | 24,65                     | 18 861                   | 62,13                    |
|                                                                                   | Camille Bal La République en marche | 9 428                     | 23,67                     | 11 496                   | 37,87                    |
|                                                                                   | Jean-Lin Lacapelle Front national | 8 706                     | 21,86                     |                          |                          |
|                                                                                   | Damien Merono La France insoumise | 4 044                     | 10,15                     |                          |                          |
|                                                                                   | Jacques Clostermann Extrême droite (Union des patriotes - Comités Jeanne - Parti de la France - Civitas - Souveraineté, identité et libertés - Ligue du Sud) | 1 892                     | 4,75                      |                          |                          |
|                                                                                   | Laurence Jouanaud Parti communiste français | 1 734                     | 4,35                      |                          |                          |
|                                                                                   | Isabelle Rovarino Parti socialiste | 1 263                     | 3,17                      |                          |                          |
|                                                                                   | Nathalie Sirben Europe Écologie Les Verts | 1 031                     | 2,59                      |                          |                          |
|                                                                                   | Angela Lavergne Écologiste (Mouvement écologiste indépendant - Le Trèfle - Mouvement hommes animaux nature)                                                  | 606                       | 1,52                      |                          |                          |
|                                                                                   | Gérard Faissal Debout la France | 513                       | 1,29                      |                          |                          |
|                                                                                   | Fat Derdour Divers | 290                       | 0,73                      |                          |                          |
|                                                                                   | Virginie Petiot Divers (Union populaire républicaine) | 193                       | 0,48                      |                          |                          |
|                                                                                   | Jean-Yves Rosiod Divers (Parti du vote blanc) | 157                       | 0,39                      |                          |                          |
|                                                                                   | François Roche Lutte ouvrière | 152                       | 0,38                      |                          |                          |
| Source : Ministère de l'Intérieur - Douzième circonscription des Bouches-du-Rhône | |                           |                           |                          |                          |

#### Treizième circonscription
Député sortant : Gaby Charroux (Parti communiste français).
|                                                                                    | |                           |                           |                          |                          |
|                                                                                    | | Premier tour 11 juin 2017 | Premier tour 11 juin 2017 | Second tour 18 juin 2017 | Second tour 18 juin 2017 |
|                                                                                    | |                           |                           |                          |                          |
|                                                                                    | | Nombre                    | % des inscrits            | Nombre                   | % des inscrits           |
| Inscrits                                                                           | Inscrits                                                                                                  | 93 817                    | 100,00                    | 93 817                   | 100,00                   |
| Abstentions                                                                        | Abstentions                                                                                               | 50 109                    | 53,41                     | 55 114                   | 58,75                    |
| Votants                                                                            | Votants                                                                                                   | 43 708                    | 46,59                     | 38 703                   | 41,25                    |
|                                                                                    | |                           | % des votants             |                          | % des votants            |
| Bulletins blancs                                                                   | Bulletins blancs                                                                                          | 914                       | 2,09                      | 2 734                    | 7,06                     |
| Bulletins nuls                                                                     | Bulletins nuls                                                                                            | 368                       | 0,84                      | 1 354                    | 3,50                     |
| Suffrages exprimés                                                                 | Suffrages exprimés                                                                                        | 42 426                    | 97,07                     | 34 615                   | 89,44                    |
|                                                                                    | |                           |                           |                          |                          |
| Candidat Étiquette politique (partis et alliances)                                 | Candidat Étiquette politique (partis et alliances)                                                        | Voix                      | % des exprimés            | Voix                     | % des exprimés           |
|                                                                                    | |                           |                           |                          |                          |
|                                                                                    | Pierre Dharréville Parti communiste français                                                              | 12 435                    | 29,31                     | 21 602                   | 62,41                    |
|                                                                                    | Magali Sirerols La République en marche                                                                   | 10 159                    | 23,95                     | 13 013                   | 37,59                    |
|                                                                                    | Emmanuel Fouquart Front national                                                                          | 10 073                    | 23,74                     |                          |                          |
|                                                                                    | Jean-Luc Di Maria Les Républicains                                                                        | 3 718                     | 8,76                      |                          |                          |
|                                                                                    | Eveline Lelieur Europe Écologie Les Verts                                                                 | 1 135                     | 2,68                      |                          |                          |
|                                                                                    | Fabienne Bontemps Union des démocrates et indépendants (Les Républicains)                                 | 1 074                     | 2,53                      |                          |                          |
|                                                                                    | Audrey Corral Debout la France                                                                            | 942                       | 2,22                      |                          |                          |
|                                                                                    | Ariane Roques Écologiste (Mouvement écologiste indépendant - Le Trèfle - Mouvement hommes animaux nature) | 861                       | 2,03                      |                          |                          |
|                                                                                    | Lionel Jarema Parti socialiste (Union des démocrates et des écologistes - Parti radical de gauche)        | 804                       | 1,90                      |                          |                          |
|                                                                                    | Cyril Métral Lutte ouvrière                                                                               | 564                       | 1,33                      |                          |                          |
|                                                                                    | Marie Mainville Divers (Parti animaliste)                                                                 | 304                       | 0,72                      |                          |                          |
|                                                                                    | Denis Faucheur Divers (Union populaire républicaine)                                                      | 237                       | 0,56                      |                          |                          |
|                                                                                    | Véronique Iorio Divers droite (La France qui ose)                                                         | 119                       | 0,28                      |                          |                          |
|                                                                                    | Younes Labiad Écologiste (Mouvement 100 % - Alliance écologiste indépendante)                             | 1                         | 0,00                      |                          |                          |
| Source : Ministère de l'Intérieur - Treizième circonscription des Bouches-du-Rhône | |                           |                           |                          |                          |

#### Quatorzième circonscription
Député sortant : Jean-David Ciot (Parti socialiste).
|                                                                                      | |                           |                           |                          |                          |
|                                                                                      | | Premier tour 11 juin 2017 | Premier tour 11 juin 2017 | Second tour 18 juin 2017 | Second tour 18 juin 2017 |
|                                                                                      | |                           |                           |                          |                          |
|                                                                                      | | Nombre                    | % des inscrits            | Nombre                   | % des inscrits           |
| Inscrits                                                                             | Inscrits | 96 529                    | 100,00                    | 96 420                   | 100,00                   |
| Abstentions                                                                          | Abstentions | 48 498                    | 50,24                     | 56 301                   | 58,39                    |
| Votants                                                                              | Votants | 48 031                    | 49,76                     | 40 119                   | 41,61                    |
|                                                                                      | |                           | % des votants             |                          | % des votants            |
| Bulletins blancs                                                                     | Bulletins blancs | 591                       | 1,23                      | 3 187                    | 7,94                     |
| Bulletins nuls                                                                       | Bulletins nuls | 232                       | 0,48                      | 1 235                    | 3,08                     |
| Suffrages exprimés                                                                   | Suffrages exprimés | 47 208                    | 98,29                     | 35 697                   | 88,98                    |
|                                                                                      | |                           |                           |                          |                          |
| Candidat Étiquette politique (partis et alliances)                                   | Candidat Étiquette politique (partis et alliances) | Voix                      | % des exprimés            | Voix                     | % des exprimés           |
|                                                                                      | |                           |                           |                          |                          |
|                                                                                      | Anne-Laurence Petel La République en marche | 17 552                    | 37,18                     | 21 500                   | 60,23                    |
|                                                                                      | Stéphane Paoli Les Républicains (Union des démocrates et indépendants)                                                                                  | 7 937                     | 16,81                     | 14 197                   | 39,77                    |
|                                                                                      | Nathalie Chevillard Front national | 6 119                     | 12,96                     |                          |                          |
|                                                                                      | Hélène Le Cacheux La France insoumise | 6 024                     | 12,76                     |                          |                          |
|                                                                                      | Jean-David Ciot (député sortant) Parti socialiste | 4 096                     | 8,68                      |                          |                          |
|                                                                                      | Josiane Durrieu Parti communiste français | 1 081                     | 2,29                      |                          |                          |
|                                                                                      | Josefa Maunier Divers droite (Mouvement écologiste indépendant - Le Trèfle - Mouvement hommes animaux nature)                                           | 781                       | 1,65                      |                          |                          |
|                                                                                      | Laure Papounaud Parti radical de gauche | 597                       | 1,26                      |                          |                          |
|                                                                                      | Pierre Cayol Debout la France | 558                       | 1,18                      |                          |                          |
|                                                                                      | Éric Étienne Divers (#MaVoix) | 444                       | 0,94                      |                          |                          |
|                                                                                      | Martial Couturier Divers (Parti animaliste) | 408                       | 0,86                      |                          |                          |
|                                                                                      | Philippe Renault-Guillemet Divers droite (Parti chrétien-démocrate)                                                                                     | 357                       | 0,76                      |                          |                          |
|                                                                                      | Hamza Belkolli Écologiste | 335                       | 0,71                      |                          |                          |
|                                                                                      | Josyane Solari Extrême droite (Union des patriotes - Comités Jeanne - Parti de la France - Civitas - Souveraineté, identité et libertés - Ligue du Sud) | 308                       | 0,65                      |                          |                          |
|                                                                                      | Bertrand Le Besque Divers (Union populaire républicaine)                                                                                                | 247                       | 0,52                      |                          |                          |
|                                                                                      | Anne Roche Lutte ouvrière | 226                       | 0,48                      |                          |                          |
|                                                                                      | Olivia Franzi-Labiad Écologiste (Mouvement 100 % - Alliance écologiste indépendante)                                                                    | 59                        | 0,12                      |                          |                          |
|                                                                                      | Jean-Charles Poupel Divers (Centre radical) | 43                        | 0,09                      |                          |                          |
|                                                                                      | Lucas Dureuil Divers (Allons enfants) | 36                        | 0,08                      |                          |                          |
| Source : Ministère de l'Intérieur - Quatorzième circonscription des Bouches-du-Rhône | |                           |                           |                          |                          |

#### Quinzième circonscription
Député sortant : Bernard Reynès (Les Républicains).
|                                                                                    | |                           |                           |                          |                          |
|                                                                                    | | Premier tour 11 juin 2017 | Premier tour 11 juin 2017 | Second tour 18 juin 2017 | Second tour 18 juin 2017 |
|                                                                                    | |                           |                           |                          |                          |
|                                                                                    | | Nombre                    | % des inscrits            | Nombre                   | % des inscrits           |
| Inscrits                                                                           | Inscrits | 104 791                   | 100,00                    | 104 899                  | 100,00                   |
| Abstentions                                                                        | Abstentions | 51 860                    | 49,49                     | 57 228                   | 54,56                    |
| Votants                                                                            | Votants | 52 931                    | 50,51                     | 47 671                   | 45,44                    |
|                                                                                    | |                           | % des votants             |                          | % des votants            |
| Bulletins blancs                                                                   | Bulletins blancs | 740                       | 1,40                      | 3 106                    | 6,52                     |
| Bulletins nuls                                                                     | Bulletins nuls | 354                       | 0,67                      | 1 648                    | 3,46                     |
| Suffrages exprimés                                                                 | Suffrages exprimés | 51 837                    | 97,93                     | 42 917                   | 90,03                    |
|                                                                                    | |                           |                           |                          |                          |
| Candidat Étiquette politique (partis et alliances)                                 | Candidat Étiquette politique (partis et alliances) | Voix                      | % des exprimés            | Voix                     | % des exprimés           |
|                                                                                    | |                           |                           |                          |                          |
|                                                                                    | Nathalie Farro La République en marche | 15 941                    | 30,75                     | 18 675                   | 43,51                    |
|                                                                                    | Bernard Reynès (député sortant) Les Républicains (Union des démocrates et indépendants)                                                               | 13 488                    | 26,02                     | 24 242                   | 56,49                    |
|                                                                                    | Jean-Alexandre Mousset-Seisson Front national | 11 068                    | 21,35                     |                          |                          |
|                                                                                    | Michèle Jung La France insoumise | 5 448                     | 10,51                     |                          |                          |
|                                                                                    | Hélène Haensler Europe Écologie Les Verts | 1 711                     | 3,30                      |                          |                          |
|                                                                                    | Cécile Moll Écologiste (Union des démocrates et des écologistes - Front démocrate - Parti socialiste - Parti radical de gauche - Génération écologie) | 1 277                     | 2,46                      |                          |                          |
|                                                                                    | Florence Castanet Parti communiste français | 944                       | 1,82                      |                          |                          |
|                                                                                    | Lucas Garcia-Mateo Debout la France | 838                       | 1,62                      |                          |                          |
|                                                                                    | Jean-Marc Fortané Divers (laprimaire.org) | 618                       | 1,19                      |                          |                          |
|                                                                                    | Denise Tabaracci Divers (Union populaire républicaine)                                                                                                | 259                       | 0,50                      |                          |                          |
|                                                                                    | Noëlle Lagrange Lutte ouvrière | 245                       | 0,47                      |                          |                          |
| Source : Ministère de l'Intérieur - Quinzième circonscription des Bouches-du-Rhône | |                           |                           |                          |                          |

#### Seizième circonscription
Député sortant : Michel Vauzelle (Parti socialiste).
|                                                                                   | |                           |                           |                          |                          |
|                                                                                   | | Premier tour 11 juin 2017 | Premier tour 11 juin 2017 | Second tour 18 juin 2017 | Second tour 18 juin 2017 |
|                                                                                   | |                           |                           |                          |                          |
|                                                                                   | | Nombre                    | % des inscrits            | Nombre                   | % des inscrits           |
| Inscrits                                                                          | Inscrits                                                                                                   | 90 621                    | 100,00                    | 90 614                   | 100,00                   |
| Abstentions                                                                       | Abstentions                                                                                                | 47 598                    | 52,52                     | 51 158                   | 56,46                    |
| Votants                                                                           | Votants | 43 023                    | 47,48                     | 39 456                   | 43,54                    |
|                                                                                   | |                           | % des votants             |                          | % des votants            |
| Bulletins blancs                                                                  | Bulletins blancs                                                                                           | 669                       | 1,55                      | 2 412                    | 6,11                     |
| Bulletins nuls                                                                    | Bulletins nuls                                                                                             | 315                       | 0,73                      | 1 198                    | 3,07                     |
| Suffrages exprimés                                                                | Suffrages exprimés                                                                                         | 42 039                    | 97,71                     | 35 846                   | 90,85                    |
|                                                                                   | |                           |                           |                          |                          |
| Candidat Étiquette politique (partis et alliances)                                | Candidat Étiquette politique (partis et alliances)                                                         | Voix                      | % des exprimés            | Voix                     | % des exprimés           |
|                                                                                   | |                           |                           |                          |                          |
|                                                                                   | Valérie Laupies Front national                                                                             | 11 951                    | 28,43                     | 17 505                   | 48,83                    |
|                                                                                   | Monica Michel La République en marche                                                                      | 11 351                    | 27,00                     | 18 341                   | 51,17                    |
|                                                                                   | Gérard Géron La France insoumise                                                                           | 6 662                     | 15,85                     |                          |                          |
|                                                                                   | Marie-Pierre Callet Les Républicains (Union des démocrates et indépendants)                                | 5 734                     | 13,64                     |                          |                          |
|                                                                                   | Nora Mebarek Parti socialiste                                                                              | 2 447                     | 5,82                      |                          |                          |
|                                                                                   | François Vignaud Divers                                                                                    | 1 142                     | 2,72                      |                          |                          |
|                                                                                   | Alice Greetham Écologiste (Mouvement écologiste indépendant - Le Trèfle - Mouvement hommes animaux nature) | 961                       | 2,29                      |                          |                          |
|                                                                                   | Laura Tamborini Debout la France                                                                           | 646                       | 1,54                      |                          |                          |
|                                                                                   | Guy Dubost Lutte ouvrière                                                                                  | 435                       | 1,03                      |                          |                          |
|                                                                                   | Catherine Sibert Divers (Parti animaliste)                                                                 | 310                       | 0,74                      |                          |                          |
|                                                                                   | Cyrille Ragonet Divers (Union populaire républicaine)                                                      | 209                       | 0,50                      |                          |                          |
|                                                                                   | Rachid Mokran Écologiste (Mouvement 100 %)                                                                 | 120                       | 0,29                      |                          |                          |
|                                                                                   | Jules-Adrien Griffoul Divers (Allons enfants)                                                              | 71                        | 0,17                      |                          |                          |
| Source : Ministère de l'Intérieur - Seizième circonscription des Bouches-du-Rhône | |                           |                           |                          |                          |

### Résultats pour la ville de Marseille
La ville de Marseille est divisée en sept circonscriptions, de la première à la septième circonscription des Bouches-du-Rhône.
|                                               |                                      |                           |                           |                          |                          |
|                                               |                                      | Premier tour 11 juin 2017 | Premier tour 11 juin 2017 | Second tour 18 juin 2017 | Second tour 18 juin 2017 |
|                                               |                                      |                           |                           |                          |                          |
|                                               |                                      | Nombre                    | % des inscrits            | Nombre                   | % des inscrits           |
| Inscrits                                      | Inscrits                             | 500 531                   | 100,00                    | 500 461                  | 100,00                   |
| Abstentions                                   | Abstentions                          | 281 387                   | 56,22                     | 316 828                  | 63,31                    |
| Votants                                       | Votants                              | 219 144                   | 43,78                     | 183 633                  | 36,69                    |
|                                               |                                      |                           | % des votants             |                          | % des votants            |
| Bulletins blancs                              | Bulletins blancs                     | 2 818                     | 1,29                      | 10 962                   | 5,97                     |
| Bulletins nuls                                | Bulletins nuls                       | 1 028                     | 0,47                      | 3 493                    | 1,90                     |
| Suffrages exprimés                            | Suffrages exprimés                   | 215 298                   | 98,24                     | 169 178                  | 92,13                    |
|                                               |                                      |                           |                           |                          |                          |
| Étiquette politique                           | Étiquette politique                  | Voix                      | % des exprimés            | Voix                     | % des exprimés           |
|                                               |                                      |                           |                           |                          |                          |
|                                               | La République en marche              | 51 100                    | 23,73                     | 71 925                   | 42,51                    |
|                                               | Les Républicains                     | 39 725                    | 18,45                     | 42 644                   | 25,21                    |
|                                               | Front national                       | 39 286                    | 18,25                     | 18 637                   | 11,02                    |
|                                               | La France insoumise                  | 35 446                    | 16,46                     | 23 560                   | 13,93                    |
|                                               | Mouvement démocrate                  | 11 169                    | 5,19                      | 12 412                   | 7,34                     |
|                                               | Parti socialiste                     | 10 091                    | 4,69                      |                          |                          |
|                                               | Écologiste                           | 9 939                     | 4,62                      |                          |                          |
|                                               | Parti communiste français            | 5 632                     | 2,62                      |                          |                          |
|                                               | Divers                               | 2 726                     | 1,27                      |                          |                          |
|                                               | Debout la France                     | 2 534                     | 1,18                      |                          |                          |
|                                               | Divers gauche                        | 1 625                     | 0,75                      |                          |                          |
|                                               | Divers droite                        | 1 436                     | 0,67                      |                          |                          |
|                                               | Extrême gauche                       | 1 295                     | 0,60                      |                          |                          |
|                                               | Extrême droite                       | 1 180                     | 0,55                      |                          |                          |
|                                               | Union des démocrates et indépendants | 1 121                     | 0,52                      |                          |                          |
|                                               | Parti radical de gauche              | 731                       | 0,34                      |                          |                          |
|                                               | Régionaliste                         | 262                       | 0,12                      |                          |                          |
| Source : Ministère de l'Intérieur - Marseille |                                      |                           |                           |                          |                          |